# Kionochaeta ramifera
Kionochaeta ramifera är en svampart som först beskrevs av Matsush., och fick sitt nu gällande namn av P.M. Kirk & B. Sutton 1986. Kionochaeta ramifera ingår i släktet Kionochaeta, divisionen sporsäcksvampar och riket svampar.   Inga underarter finns listade i Catalogue of Life.